# Show Me Love (Alicia Keys)
Show Me Love è un singolo della cantautrice statunitense Alicia Keys, pubblicato il 17 settembre 2019 come primo estratto dal settimo album in studio Alicia. Il brano vede la collaborazione del cantautore Miguel.

## Video musicale
Il videoclip, diretto da Cara Stricker, è stato reso disponibile il 17 settembre 2019 in concomitanza con l'uscita del singolo. Nel video sono presenti, oltre che ai due cantautori, anche Michael Jordan, l'attrice Zoe Saldana e Marco Perego Saldana.

## Riconoscimenti
La collaborazione ha ricevuto una nomina ai NAACP Image Award nella categoria "Outstanding Duo, Group or Collaboration".

## Tracce
Testi e musiche di Alicia Keys, Miguel Pimentel, Daystar Peterson e Morgan Matthews.
Download digitale
1. Show Me Love (feat. Miguel) – 3:14

Download digitale – Remix
1. Show Me Love ((Remix) (feat. Miguel & 21 Savage)) – 3:14

## Successo commerciale
Commercialmente, la canzone ha debuttato nella classifica statunitense Billboard Hot 100 al numero 90, diventando il primo singolo della Keys come artista principale nella classifica dalla hit Girl on Fire (2012). Diviene inoltre l'undicesimo primo posto nella classifica delle US Adult R&B Songs, estendendo il record della cantautrice come artista con il maggior numero di numeri uno in classifica.

## Classifiche
| Classifica (2020)           | Posizione massima |
| --------------------------- | ----------------- |
| Stati Uniti                 | 90                |
| Stati Uniti Adult R&B Songs | 1                 |